# 여인의 초상 (1996년 영화)
《여인의 초상》(영어: The Portrait of a Lady)은 1996년에 개봉한 미국 영화이다. 제인 캠피언이 감독을 맡았으며, 헨리 제임스의 소설 《귀부인의 초상》이 영화의 원작이다.

## 출연

### 주연
- 니콜 키드먼
- 존 말코비치
- 바바라 허쉬
- 마틴 도노반
- 쉘리 윈터스
- 리차드 E. 그랜트
- 셜리 듀발

### 조연
- 메리 루이스 파커
- 크리스찬 베일
- 비고 모텐슨
- 발렌티나 세비
- 존 길구드

## 기타
- 원작자: 헨리 제임스
- 공동제작: 앤 윈게이트
- 협력프로듀서: 스티브 골린
- 미술: 자넷 패터슨
- 의상: 자넷 패터슨
- 배역: 조한나 레이

## 같이 보기
- 오스트레일리아 영화